# Gustav Křivinka
Gustav Křivinka (24. dubna 1928 Doubravice nad Svitavou – 17. února 1990 Brno) byl český hudební skladatel.

## Život
Studoval na Státní konzervatoři v Brně hru na housle Františka Kudláčka a skladbu u Václava Kaprála a Viléma Petrželky. Ve studiu kompozice pak pokračoval na Hudební fakultě Janáčkovy akademie múzických umění v Brně u Jaroslava Kvapila, které dokončil v roce 1957. O jeho kvalitách svědčí i to, že 1. smyčcový kvartet, kterým absolvoval, hrálo Janáčkovo kvarteto a již v době studia byly na koncertech uváděny jeho skladby (Kasace pro čtyři dechové nástroje, Domácí hudba, Travařské písně, Koncert pro housle a orchestr, Symfonie č. 1, Concerto grosso).
V roce 1961 se stal režisérem hudebních pořadů v Československé televizi. Připravoval přímé přenosy koncertů, divadelních představení vážné i populární hudby. Režíroval operní cykly i pořady o hudebních interpretech a hudebních nástrojích. Pro rozhlasové a televizní pořady komponoval i hudbu. Přispíval svými rozbory a kritikami do odborného i denního tisku a pracoval i v tehdejším Svazu československých skladatelů a koncertních umělců.
Mimořádně úspěšná je jeho kantáta-oratorium Motýli tady nežijí z roku 1963, komponovaná na básně dětí z koncentračního tábora v Terezíně. Získala mezinárodní ohlas, nejen díky atraktivnímu tématu, ale zejména díky uměleckým kvalitám. Některé jeho skladby se staly trvalou součástí repertoáru předních světových umělců.
Jeho dcera Pavla Hoggard (1964–2018) byla autorkou divadelních her, muzikoložkou, překladatelkou a vysokoškolskou pedagožkou. Syn Gustav Křivinka ml. (*1961), je architektem.

## Dílo

### Klavír
- Variace všedního dne (1951)
- Nálady (1956)
- Preludium, passacaglia a fantasie-toccata (1956)

### Komorní skladby
- Klavírní trio op. 1 (1948)
- I. domácí hudba pro dvoje housle (1949)
- Sonatina pro housle a klavír (1949)
- II. domácí hudba pro housle, violu a klavír (1950)
- Smyčcový kvartet op. 17 (1954)
- Houslová sonáta (1960)

### Orchestrální skladby
- Líšeňská taneční suita (1950)
- Concerto grosso pro klavír a smyčcový orchestr (1950)
- 1. houslový koncert (1950)
- Furiant pro housle orchestr (1950)
- Moravské tance (1951)
- Májová suita (1951)
- 1. symfonie op. 14 (1951)
- Skočná pro housle orchestr (1951)
- 2. houslový koncert (1952)
- Čardáš – Nevěrná milá (1952)
- 2. symfonie in cis op. 18 (1955)
- Jednačtyřicátý (1958)
- Čapajev (suita pro orchestr a recitátora na slova D. Furmanova (1958)
- Concerto grosso pro smyčcový kvartet a komorní orchestr (1963)
- Legenda o velkém hříšníkovi na motivy F. M. Dostojevského

### Scénická hudba a hudba k rozhlasovým hrám
- Povídky z Canterbury pro koncertní cembalo, kytaru a dechový septet (Geoffrey Chaucer, 1957)
- Zdravý nemocný pro cembalo a smyčcový orchestr (Molière, 1957)
- Slavík (František Pavlíček, 1957)
- Pohádka máje pro symfonický orchestr (Vilém Mrštík,1958)
- Kavárnička pro cembalo a dechový kvintet (Carlo Goldoni, 1959)
- Joe Hill pro klavír, sbor a orchestr (Barrie Stavis, 1959)

### Písně a sbory
- Lidové balady a legendy (1951)
- Živote, buď pozdraven (trojdílný písňový cyklus)
- Milostné nálady (1958)
- Travařské písně (1949)
- Ohlasy písní ruských (1950)
- Holubička sivá (text Oldřich Mikulášek, 1960)

### Kantáty
- 25 000, kantáta pro soprán, alt, smyčce a tympány na slova Oldřicha Mikuláška (1960)
- Vánoční suita (1962)
- Motýli tady nežijí (1962)

### Filmová hudba
- Podivná paní Savageová (TV inscenace, 1975)
- Paradajs (TV film, 1969)
- Velká samota (1959)
- Škola otců (1957)